# Šaštín-Stráže
Šaštín-Stráže (maďarsky Sasvár) je slovenské město v okrese Senica v Trnavském kraji. Žije v něm přibližně 5 000 obyvatel. Protéká jím řeka Myjava, která odděluje městské části Šaštín a Stráže.

## Historie
Historie Šaštína-Stráží sahá do 13. století. První písemná zmínka pochází z roku 1218 a Šaštín se v ní uvádí v souvislosti s darováním Lebényenského kláštera Imrichem II. rodu Györovských. V roce 1736 v Šaštíně založil František I. Štěpán Lotrinský šaštínskou kartounku, největší textilní manufakturní podnik na Slovensku. Za město byly Šaštín-Stráže vyhlášeny 1. září 2001.

## Přírodní poměry
Město leží ve vzdálenosti necelých východně od soutoku řek Moravy a Dyje. Rozloha šaštínsko-strážského správního území je 4 195,05 hektaru. Z ní Šaštín zaujímá 2 499,62 hektaru a Stráže 1 695,43 hektaru.
Více než polovinu území Šaštína-Stráží tvoří nížina, ze které ve Strážích vystupuje jihozápadní část Chvojnické pahorkatiny. Nížina s Myjavskou nivou je součástí nejsevernější, severozápadní části Záhorské nížiny. Nejvyšší nadmořská výška ve Strážích je 256 metrů (Vinohrádky), nejnižší v Myjavské nivě (165–170 metru). V Šaštíně směrem na jih nadmořské výšky kolísají od 183 do 205 metrů.
Ve správním území města leží přírodní rezervace Vanišovec a chráněný areál Jubilejný les a zasahuje do něj část národní přírodní rezervace Zelienka.

## Společnost
Církevně město patří do bratislavské arcidiecéze, do děkanátu Šaštín, farnosti Šaštín-Stráže.

## Pamětihodnosti
Dominantní stavbou ve městě je bazilika Panny Marie Sedmibolestné, hlavní patronky Slovenska. Na západní straně k bazilice přiléhá barokní budova kláštera paulánů. Město je významným mariánským poutním místem. Poutě se konají například o svatodušních svátcích a 15. září, na svátek Panny Marie Sedmibolestné.

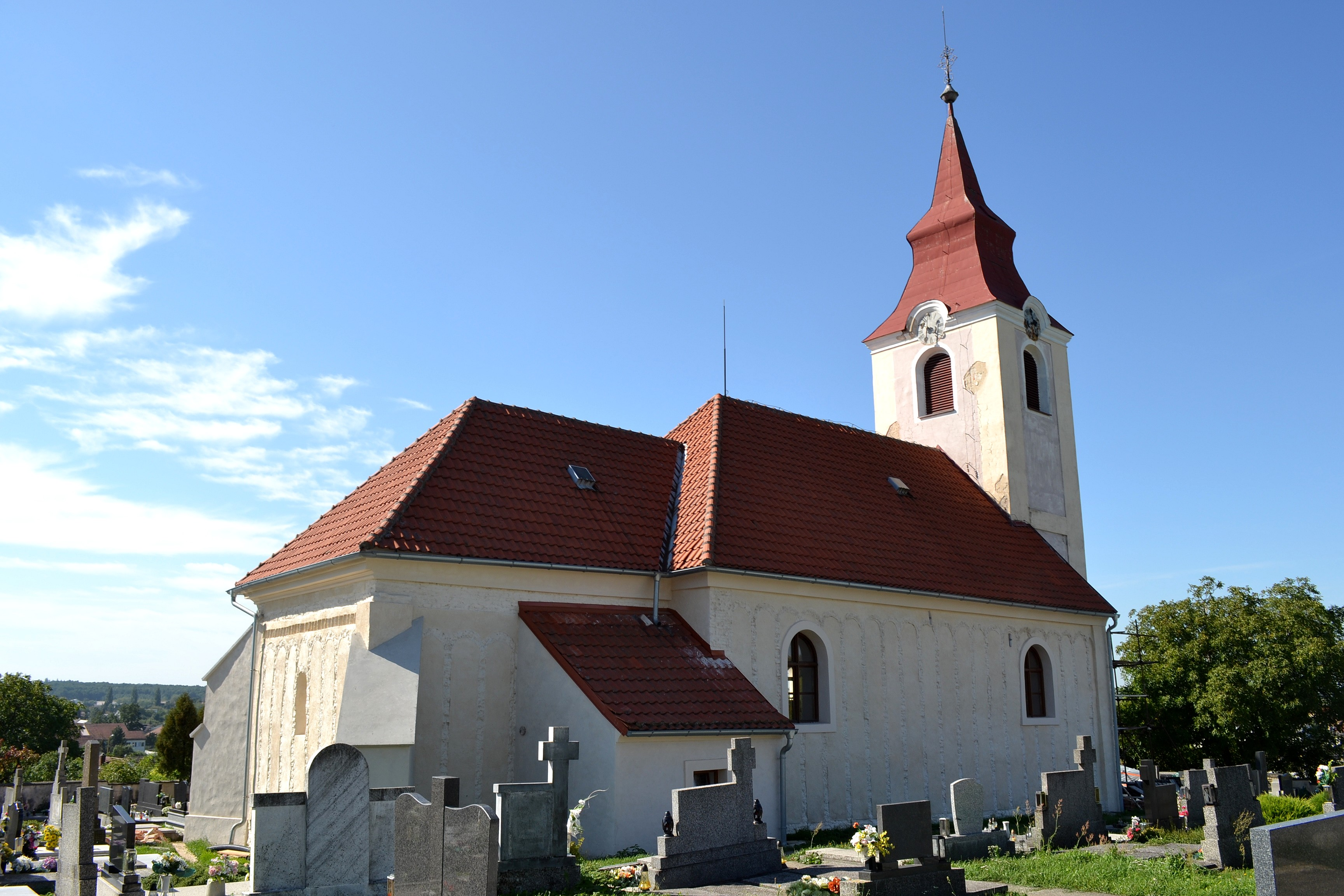
Kostel svaté Alžběty ve Strážích
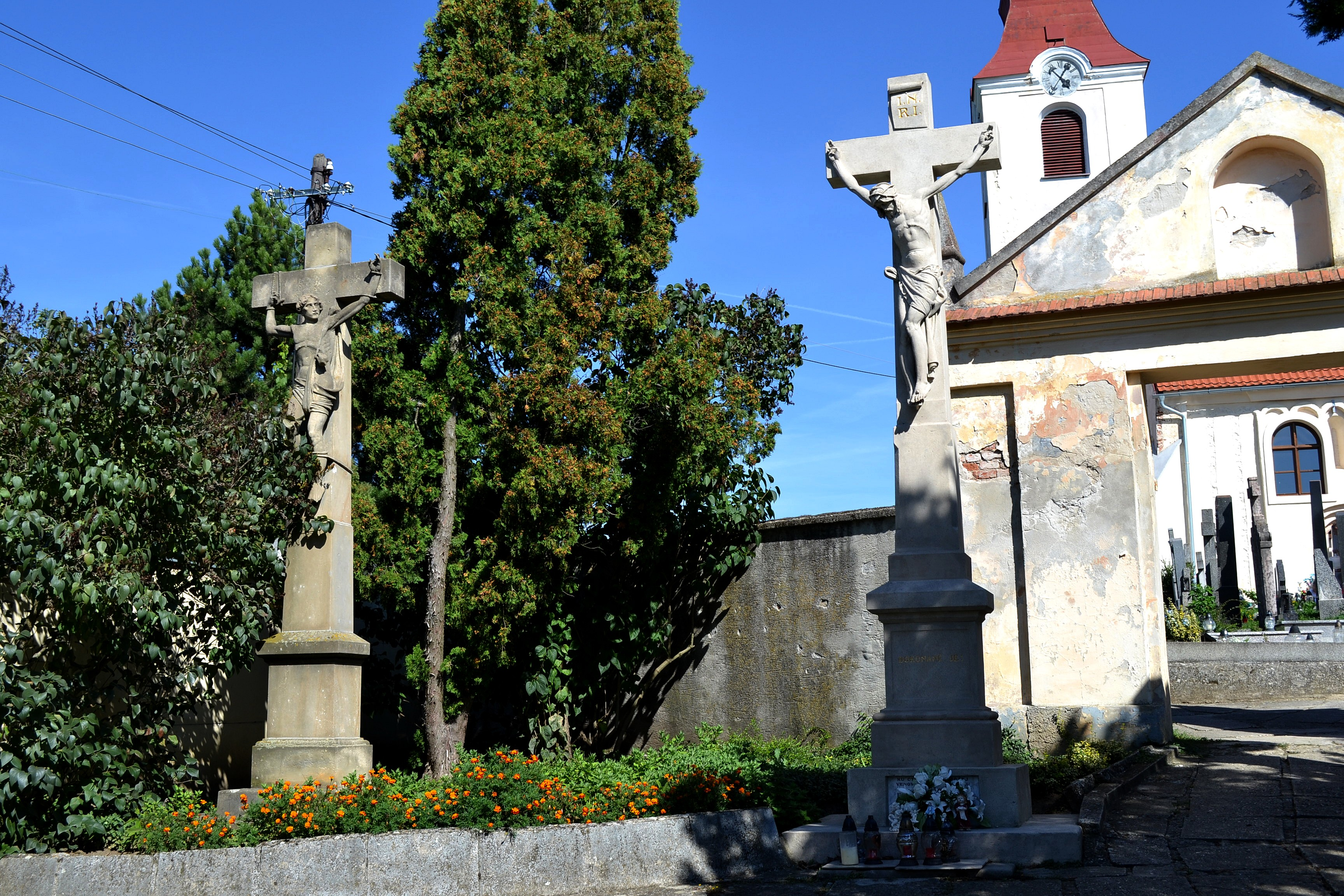
Kalvárie ve Strážích
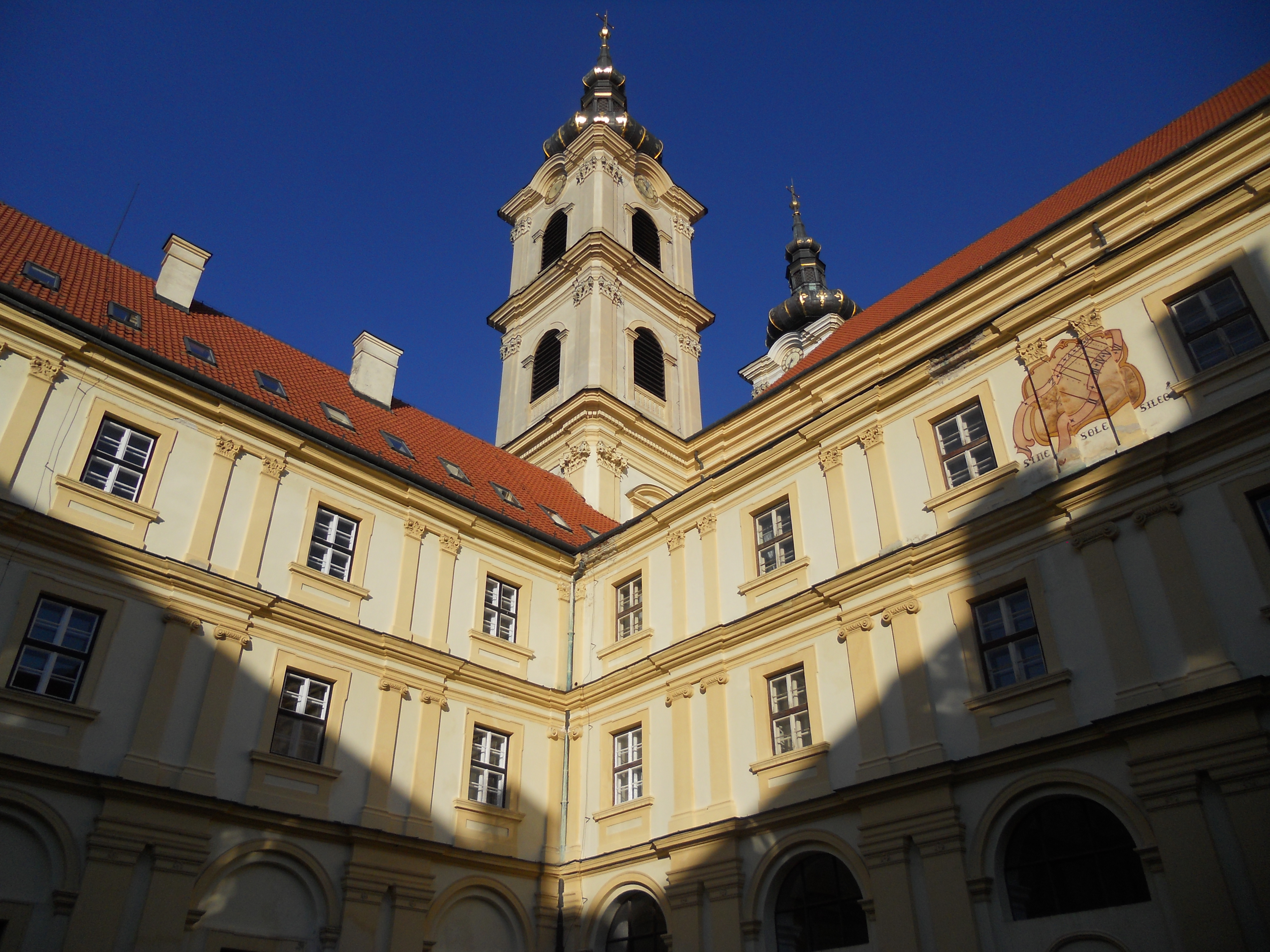
Nádvoří kláštera paulánů
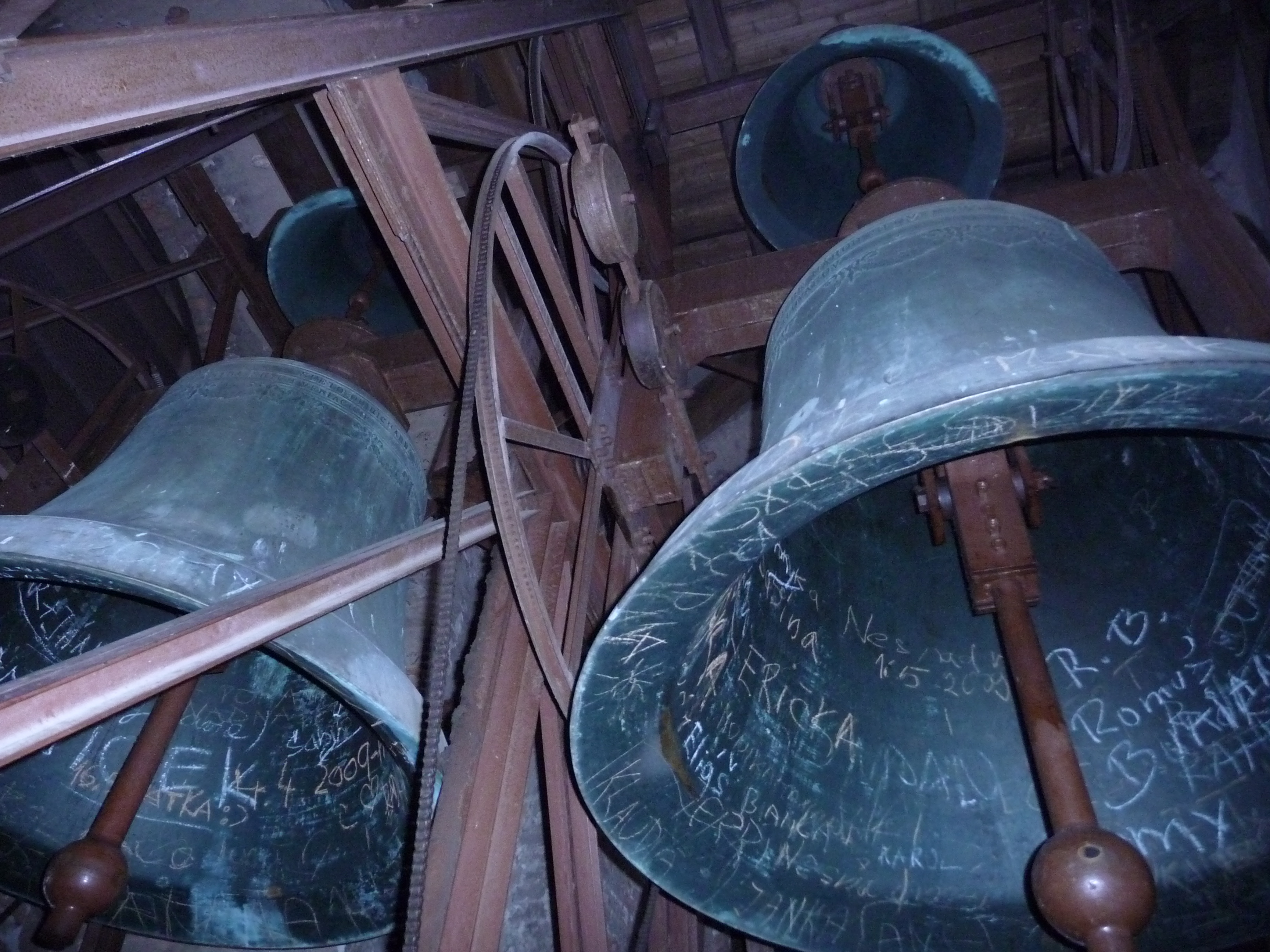
Zvony v západní věži baziliky
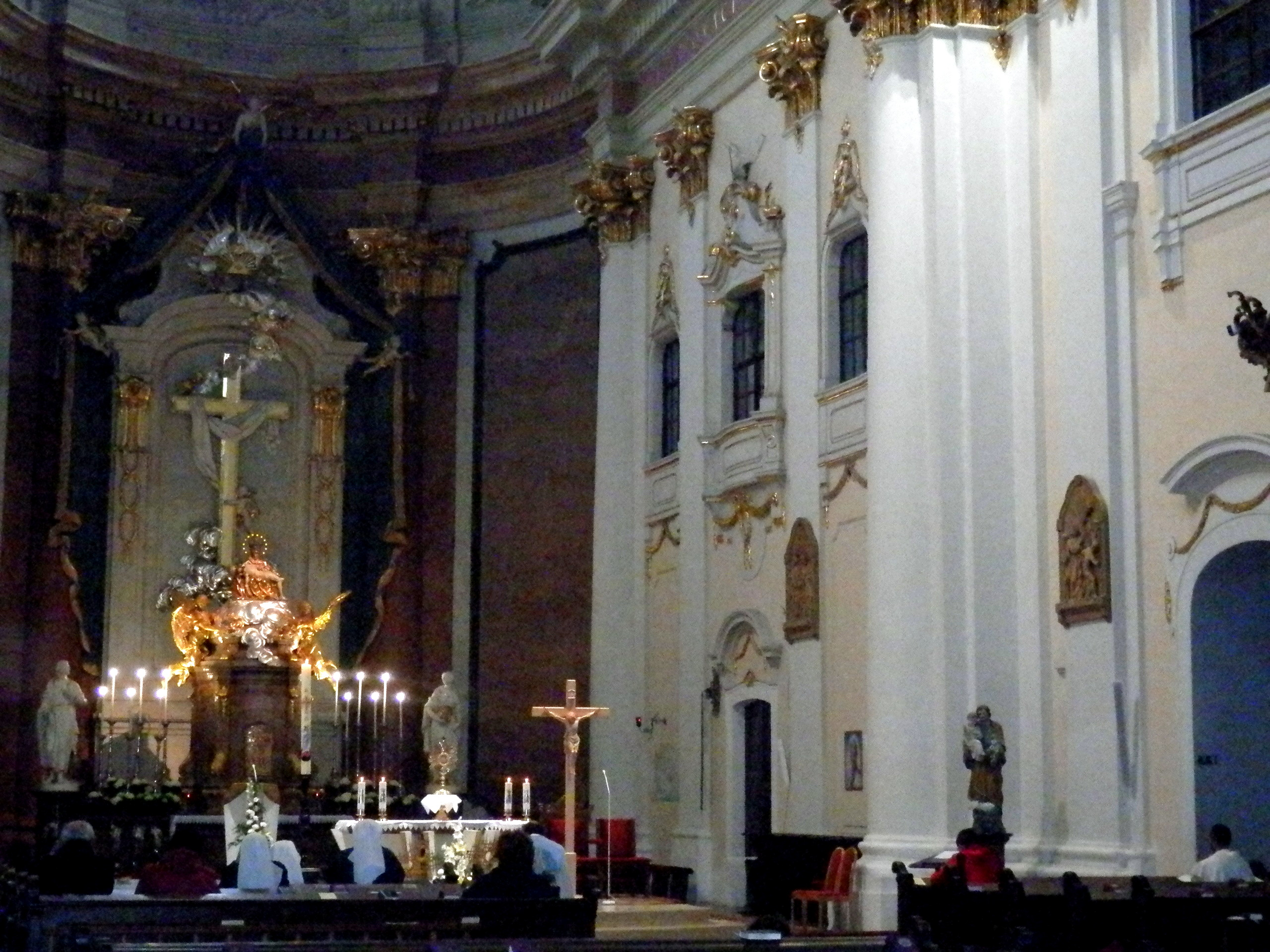
Interiér baziliky
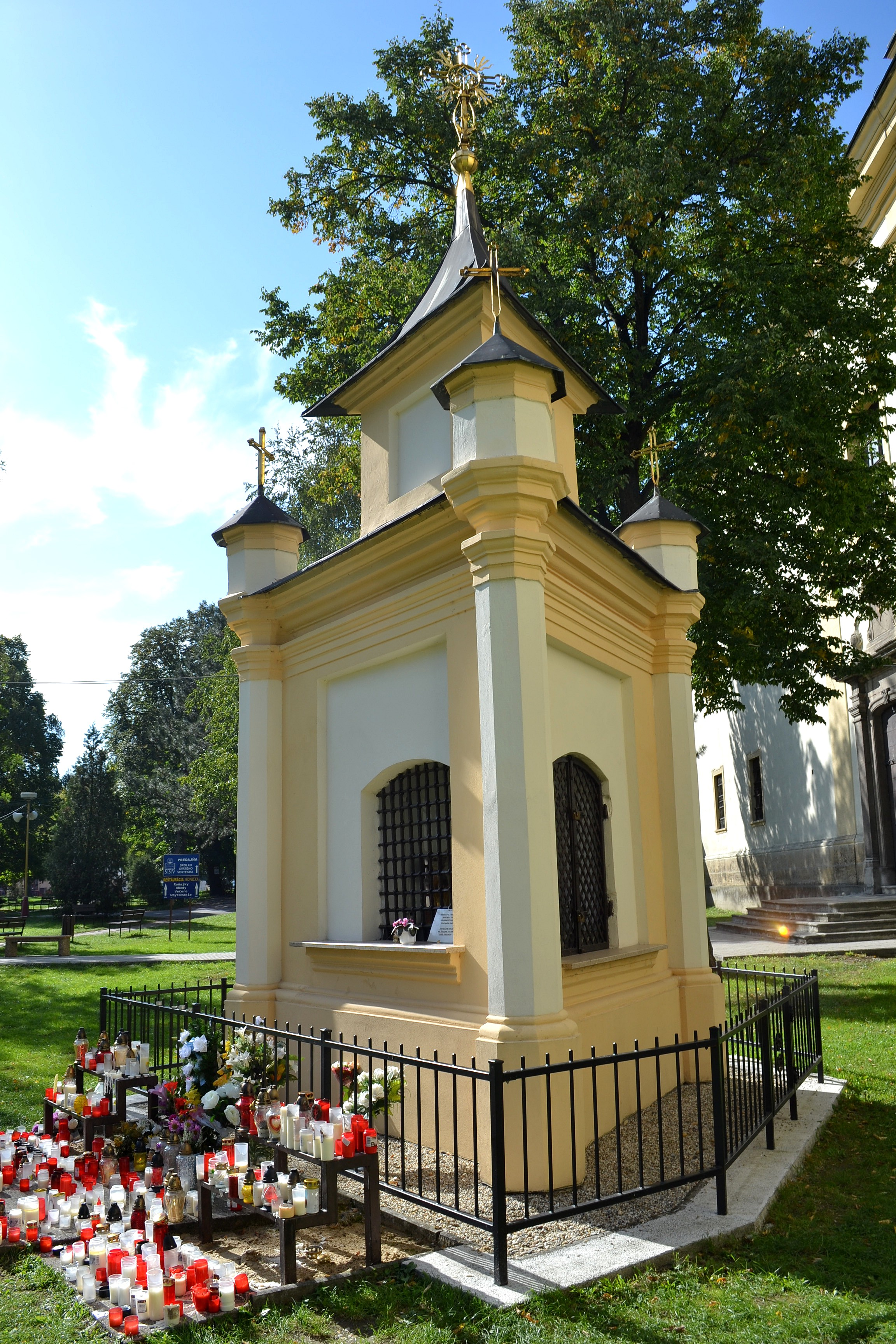
Kaplička vedle baziliky
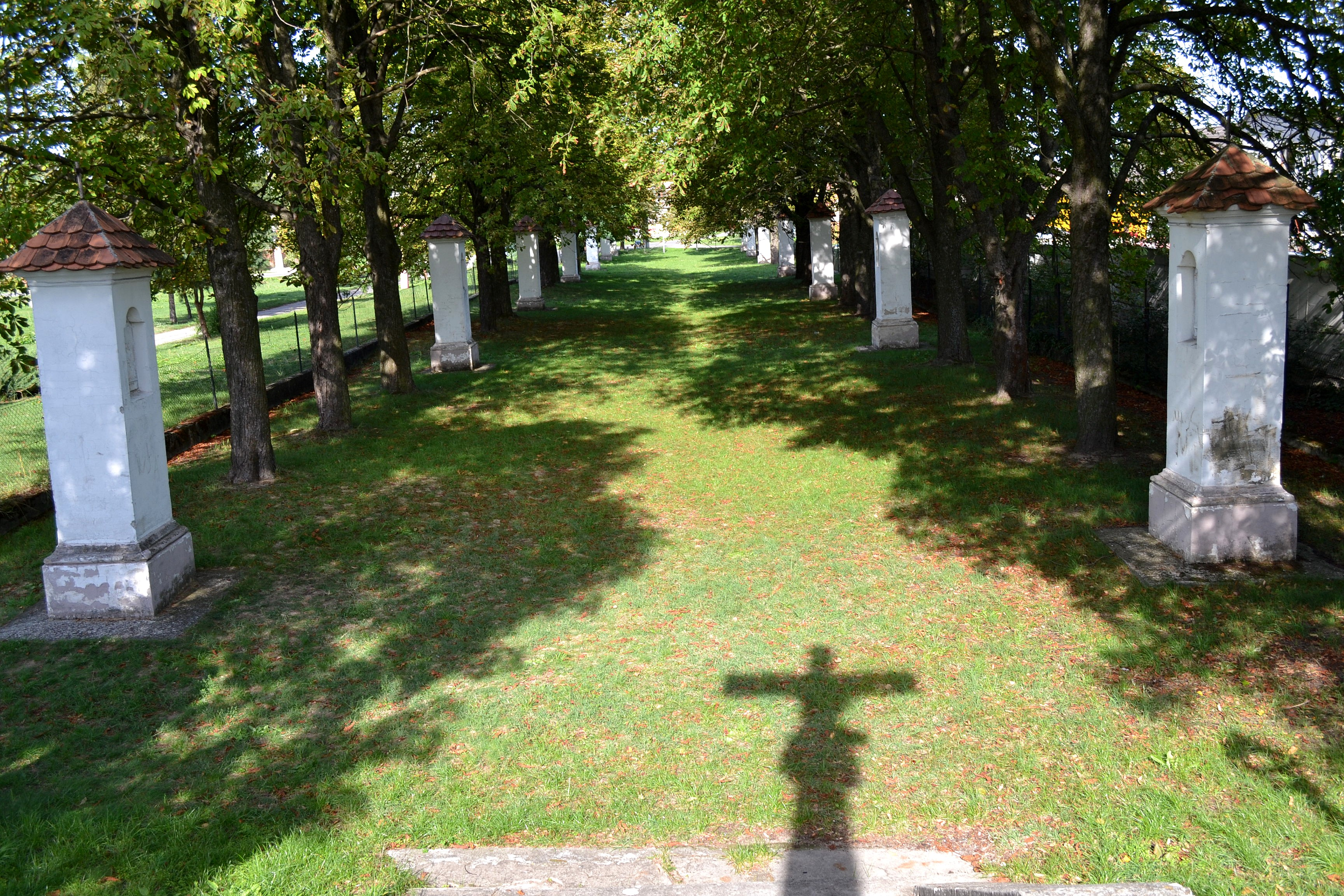
Šaštínská kalvárie
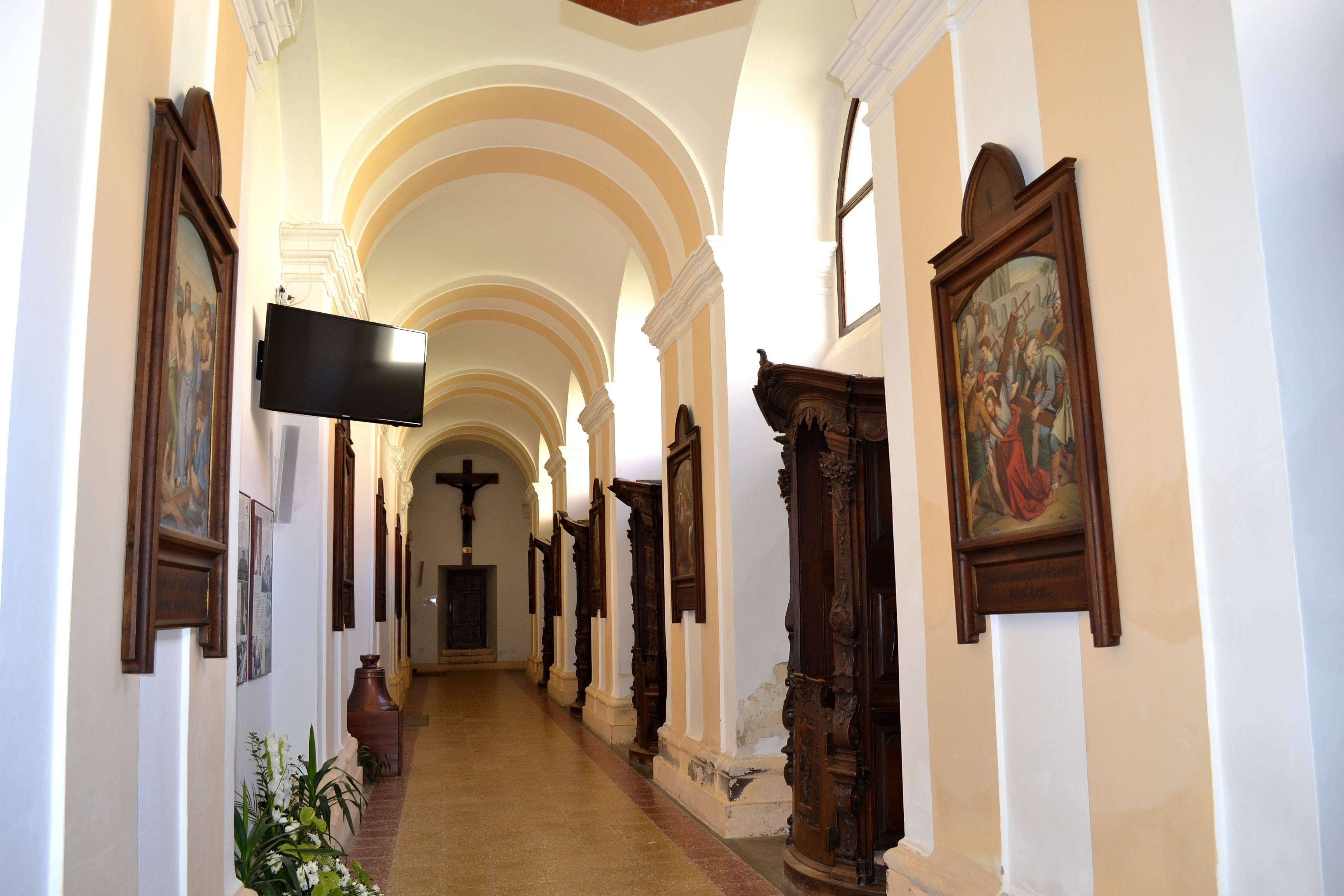
Klášterní chodba
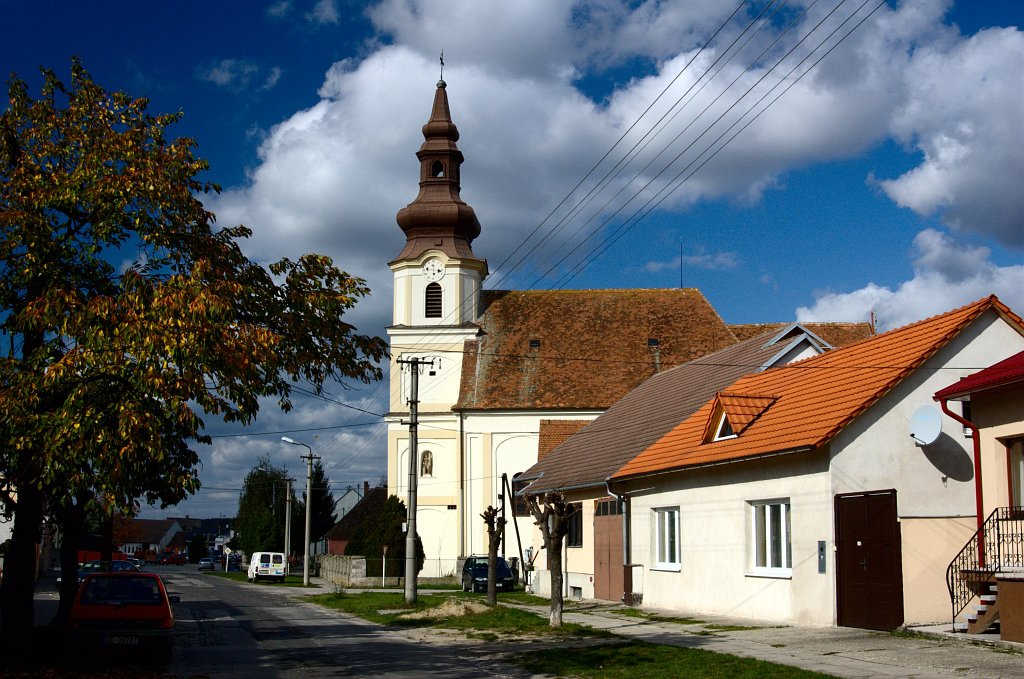
Kostel sv. Jana Bosca
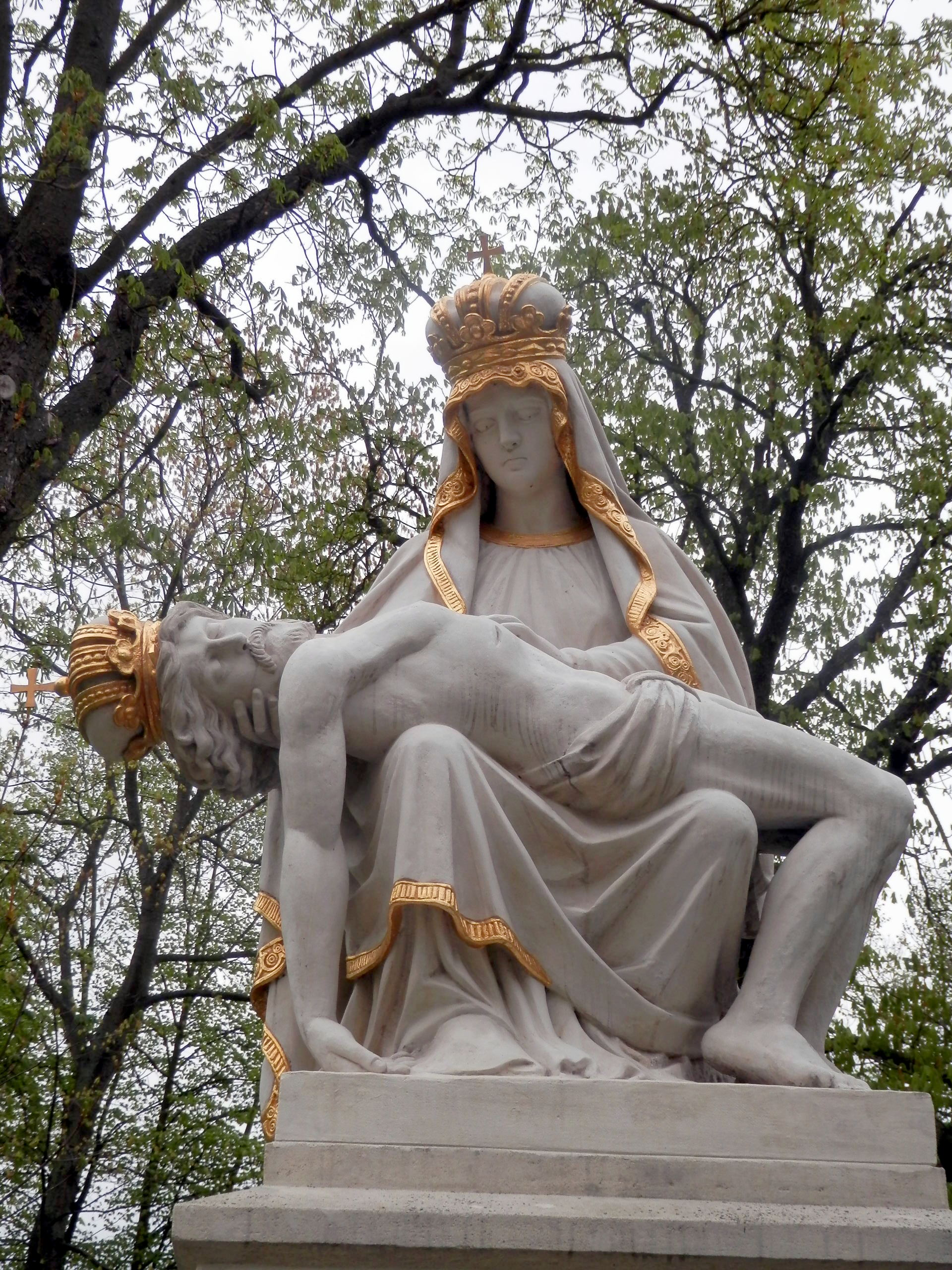
Sousoší Piety

Ve středu 15. září 2021 navštívil místo papež František a sloužil tam slavnostní bohoslužbu. Tehdy Panně Marii sedmibolestné, patronce Slovenska, věnoval zlatou růži.

## Partnerská města
- Bełżyce, Polsko
- Brody, Ukrajina